# Kerrang! Awards
O Kerrang! Awards é uma premiação anual de música realizada no Reino Unido, fundada pela revista Kerrang!. As performances dos artistas indicados e alguns dos prêmios de mais interesse popular são apresentados em uma cerimônia televisionada.
O 19° Kerrang! Awards foi realizado em Londres, Inglaterra, em 7 de junho de 2012, no The Brewery, em Romford.

## História
Desde que começou em 1993, o Kerrang! Awards se tornou um dos eventos mais reconhecidos da Grã-Bretanha. O evento é sempre apresentado por grandes celebridades da música, com muitos outros fora da indústria que participarem do evento, às vezes apresentando os prêmios com sendo um exemplo Jodie Marsh, em 2003, apresentando Feeder com o prêmio de Melhor Banda Britânica. Talvez um dos notáveis acontecimentos dos últimos anos foi a cerimônia de 2000, em que os membros do Slipknot atearam fogo em sua mesa, depois de ganharem o prêmio de Melhor Banda do Mundo. Lostprophets quase se tornou a primeira banda á vencer três vezes consecutivas o prêmio de Melhor Banda Britânica, mas perdeu para Bullet for My Valentine, em 2008, que mais tarde atingiu a sucessão em 2010. 30 Seconds to Mars detém o recorde de mais vitórias de Melhor Single, já são 3. Muitas empresas bem conhecidas internacionalmente, como a Island Records, e a Marshall Amplifiers estão envolvidos no patrocínio de várias categorias de premiação.

## Maiores vencedores por ano
- 1999: Stereophonics (2 prêmios)
- 2000: Slipknot (3 prêmios)
- 2001: Papa Roach (2 prêmios)
- 2003: The Darkness (2 prêmios)
- 2004: The Darkness (2 prêmios)
- 2005: Green Day e My Chemical Romance (2 prêmios)
- 2006: Lostprophets (2 prêmios)
- 2007: Enter Shikari e Machine Head (2 prêmios)
- 2008: 30 Seconds to Mars (2 prêmios)
- 2009: Slipknot (2 prêmios)
- 2010: Bullet for My Valentine (2 prêmios)
- 2011: 30 Seconds to Mars (2 prêmios)
- 2012: Enter Shikari (2 prêmios)